# Paranchimolgus
Paranchimolgus is een geslacht van eenoogkreeftjes uit de familie van de Anchimolgidae. De wetenschappelijke naam van het geslacht is voor het eerst geldig gepubliceerd in 2007 door Kim I.H..

## Soorten
- Paranchimolgus parallelus Kim I.H., 2007